# Zgromadzenie Albanii
Zgromadzenie Albanii (alb. Kuvendi i Shqipërisë) – jednoizbowy parlament Republiki Albanii, najwyższy organ władzy ustawodawczej i przedstawicielski suwerena – ludu albańskiego. Jego siedziba znajduje się w monumentalnym budynku przy Placu Skanderbega w Tiranie, zaprojektowanym przez włoskich architektów Vittoria Ballio Morpurgo i Gherardo Bosio w latach 1938-1941.

## Historia

### Okres przedkomunistyczny (1912–1944)

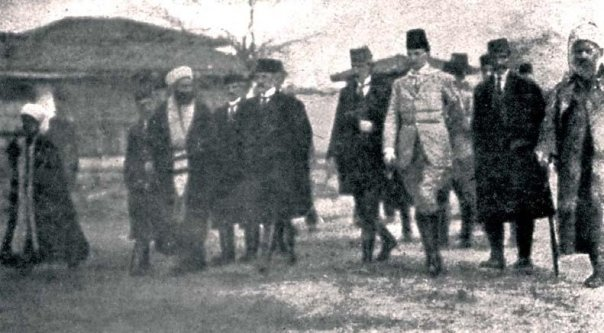
Delegaci Kongresu w Lushnji (1920)

Pierwszym nowożytnym zgromadzeniem ustawodawczym na ziemiach albańskich był Kongres w Lushnji (Kongresi i Lushnjës), obradujący od 21 do 31 stycznia 1920 roku. W obliczu rozpadu administracji po I wojnie światowej i zagrożenia integralności terytorialnej, 37 delegatów przyjęło Statut Organiczny (Statuti Organik), który pełnił funkcję tymczasowej konstytucji. Ustanowił on Radę Najwyższą (Këshilli i Lartë) jako kolegialną głowę państwa oraz czteroosobowy rząd.
W okresie monarchii (1928–1939) pod rządami Ahmeda Zogu (późniejszego króla Zoga I) parlament formalnie istniał, lecz miał charakter fasadowy. Konstytucja z 1928 roku przyznała monarsze niemal absolutną władzę, redukując rolę parlamentu do organu zatwierdzającego dekrety królewskie. Podczas II wojny światowej i włoskiej okupacji (1939–1943) działało marionetkowe Zgromadzenie Faszystowskie.

### Okres komunistyczny (1944–1991)

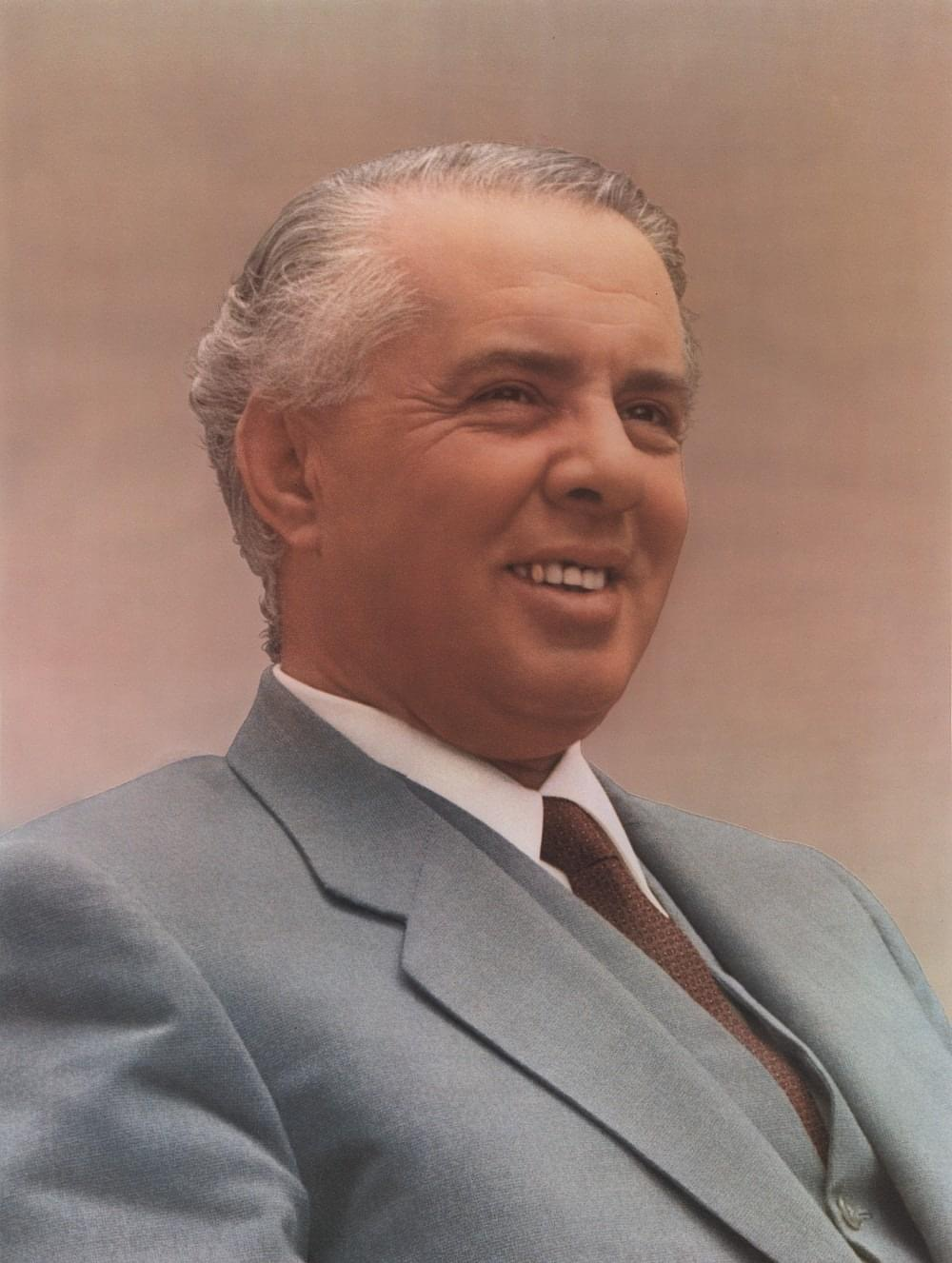
Enver Hoxha, dyktator Albanii w latach 1944-1985

Po przejęciu władzy przez komunistów pod przywództwem Envera Hoxhy, w 1945 roku odbyły się pierwsze wybory do Zgromadzenia Ludowego (Kuvendi Popullor). Były to wybory bez alternatywy, kontrolowane przez Albańską Partię Pracy (PPSh). Formalnie najwyższy organ władzy państwowej, w praktyce Zgromadzenie było całkowicie podporządkowane Biuru Politycznemu PPSh. Jego główną funkcją było zatwierdzanie decyzji partii i nadawanie im formy ustaw. 
Kluczowe akty prawne tego okresu:
- Konstytucja z 1946 roku – wzorowana na konstytucji stalinowskiej
- Konstytucja z 1976 roku – odzwierciedlająca doktrynę hoxhaizmu i izolacjonizmu

Zgromadzenie zbierało się rzadko (zwykle 2-3 dni w roku), a jego decyzje zapadały jednomyślnie. Przewodniczącym Zgromadzenia przez 28 lat (1946-1973 i 1982-1987) był Omer Nishani, później Haxhi Lleshi (1953-1982) i Ramiz Alia (1982-1991), który zastąpił Hoxhę na stanowisku przywódcy kraju.

### Transformacja ustrojowa i demokracja (od 1991)
Pierwsze wielopartyjne wybory odbyły się 31 marca i 7 kwietnia 1991 roku, choć w atmosferze zastraszenia i nierównej rywalizacji. Zwyciężyła PPSh (przemianowana na Partię Socjalistyczną). Powstałe Zgromadzenie przyjęło 29 kwietnia 1991 roku ustawę konstytucyjną o najwyższym porządku prawnym (Ligji për Dispozitat Kryesore Kushtetuese), która zapoczątkowała demontaż systemu komunistycznego.
Kluczowym momentem było uchwalenie Konstytucji Republiki Albanii w 1998 roku – pierwszej w pełni demokratycznej ustawy zasadniczej, przyjętej w referendum 22 listopada 1998 roku. Konstytucja ta:
- Ustanowiła jednoizbowe Zgromadzenie (Kuvendi) jako podstawę systemu[5]
- Wprowadziła mechanizmy demokracji liberalnej i podziału władz
- Zapewniła ochronę praw człowieka

Konstytucja była nowelizowana kilkukrotnie, m.in. w:
- 2008 roku (reforma systemu wyborczego)
- 2012 roku (zmiany w procedurze powoływania prokuratora generalnego)
- 2016 roku (reforma wymiaru sprawiedliwości, w tym powołanie Specjalnej Izby ds. Korupcji i Przestępczości Zorganizowanej)

## Podstawy prawne i pozycja ustrojowa
Zgromadzenie działa na podstawie:
- Art. 64-83 Konstytucji Albanii z 1998 r. (z późn. zm.)[5]
- Regulaminu Wewnętrznego Zgromadzenia (Rregulorja e Brendshme), przyjętego ustawą nr 8550 z 22.12.1999 r. (wielokrotnie nowelizowanego)[6]

Jest **najwyższym organem władzy ustawodawczej** i **jedynym przedstawicielem suwerenności ludu albańskiego** (Art. 64 Konstytucji). W systemie podziału władz pełni kluczową rolę w:
- Tworzeniu prawa
- Kontroli nad Radą Ministrów (władzą wykonawczą)
- Wyborze lub współudziale w powoływaniu najwyższych organów państwowych

Zgromadzenie wybiera lub uczestniczy w wyborze:
- Prezydenta Republiki (Art. 86-88)
- Członków Sądu Konstytucyjnego (Art. 125)
- Członków Najwyższej Rady Sądownictwa (Këshilli i Lartë i Drejtësisë) (Art. 147)
- Członków Najwyższej Rady Prokuratury (Art. 148)
- Rzecznika Praw Obywatelskich (Avokati i Popullit) (Art. 60)
- Prokuratora Generalnego (Art. 148)
- Prezesa i wiceprezesów Sądu Najwyższego (Art. 136)

## Skład i wybory
- Liczba deputowanych: 140 (Art. 64 Konstytucji)[5]. W pierwotnej wersji konstytucji z 1998 r. było 155 deputowanych; liczbę zmniejszono do 140 w 2008 roku.
- Kadencja: 4 lata (Art. 65)
- System wyborczy: Proporcjonalny z list partyjnych w 12 wielomandatowych okręgach wyborczych, odpowiadających podziałowi administracyjnemu na okręgi (qarqe). Okręgi mają różną liczbę mandatów (od 4 do 32), proporcjonalnie do liczby mieszkańców.
- Próg wyborczy: 1% dla partii i 3% dla koalicji wyborczych. Mandaty rozdzielane są metodą D’Hondta[7]
- Bierne prawo wyborcze: Przysługuje obywatelom albańskim, którzy ukończyli 18 lat, nie byli skazani za przestępstwa umyślne i nie pozbawiono ich praw publicznych
- Ostatnie wybory: 11 maja 2025 roku. Zwycięstwo odniosła koalicja Partii Socjalistycznej (PS) pod przywództwem Ediego Ramy, zdobywając 83 mandaty. Główna opozycja – Partia Demokratyczna (PD) – uzyskała 42 mandaty[8]

## Kompetencje
Główne kompetencje Zgromadzenia określa Art. 81-83 Konstytucji:

### Władza ustawodawcza
- Inicjatywa ustawodawcza: Przysługuje Radzie Ministrów, każdemu deputowanemu oraz grupie co najmniej 20 000 wyborców (inicjatywa obywatelska)
- Procedura legislacyjna: Projekt ustawy przechodzi przez komisje stałe, trzy czytania na posiedzeniu plenarnym i głosowanie. Ustawy zwykłe wymagają zwykłej większości głosów obecnych deputowanych. Ustawy konstytucyjne (tzw. organiczne) – bezwzględnej większości wszystkich deputowanych (71 głosów)
- Ratyfikacja umów międzynarodowych: Wymagana dla umów o: granicach, sojuszach wojskowych, prawach człowieka, członkostwie w organizacjach międzynarodowych, zobowiązaniach finansowych
- Budżet państwa: Zgromadzenie uchwala coroczny budżet i zatwierdza sprawozdanie z jego wykonania. Projekt budżetu przedkłada Rada Ministrów najpóźniej 60 dni przed końcem roku budżetowego

### Kontrola nad rządem
- Wotum zaufania (besim): Nowo powołana Rada Ministrów musi w ciągu 10 dni od powołania przez Prezydenta przedstawić Zgromadzeniu program i uzyskać wotum zaufania (bezwzględna większość głosów obecnych)
- Wotum nieufności (mosbesim): Może być wniesione przez 1/5 deputowanych (28 posłów). Do odwołania rządu potrzeba bezwzględnej większości wszystkich deputowanych (71 głosów). W latach 1992-2025 wotum nieufności skutkowało dymisją rządu tylko raz – w 1997 roku
- Pytania i interpelacje: Deputowani mogą zadawać ustne lub pisemne pytania członkom Rady Ministrów. Interpelacja (zapytanie poselskie z debatą) wymaga podpisów 15 deputowanych
- Komisje śledcze: Zgromadzenie może powołać komisję śledczą dla zbadania konkretnego problemu (np. afery korupcyjnej, katastrofy). Wymagana jest zgoda 1/5 deputowanych. W latach 2001-2025 powołano 12 takich komisji
- Zatwierdzanie stanu nadzwyczajnego: Prezydent może wprowadzić stan wyjątkowy, wojenny lub stan gotowości tylko za zgodą Zgromadzenia (bezwzględna większość)

### Funkcje kreacyjne i inne
- Wybór Prezydenta Republiki (do 4 głosowań: pierwsze wymaga 3/5 głosów, później zwykła większość)
- Powoływanie i odwoływanie Rzecznika Praw Obywatelskich (większością 3/5)
- Wybór 1/3 składu Sądu Konstytucyjnego (większością 3/5)
- Udzielanie amnestii

## Organizacja wewnętrzna i funkcjonowanie

### Organy kierownicze
- Przewodniczący (Kryetar): Wybierany na pierwszym posiedzeniu kadencji bezwzględną większością głosów. Kieruje pracami, reprezentuje Zgromadzenie, przewodniczy Prezydium. Obecnym Przewodniczącym (od 2024) jest Elisa Spiropali (PS)
- Prezydium (Drejtoria): Składa się z Przewodniczącego, czterech Wiceprzewodniczących i czterech Sekretarzy. Wybierani są przez Zgromadzenie na wniosek klubów parlamentarnych, proporcjonalnie do ich liczebności. Prezydium koordynuje prace legislacyjne, ustala porządek obrad, zarządza administracją parlamentu[6]

### Komisje parlamentarne
Stałe komisje są "silnikiem" prac parlamentu. Ich skład odzwierciedla układ sił politycznych. Do najważniejszych stałych komisji (2025) należą:
1. Komisja Prawa, Spraw Zagranicznych i Integracji Europejskiej
2. Komisja Finansów i Gospodarki
3. Komisja Polityki Społecznej i Zdrowia
4. Komisja Edukacji i Środków Publicznych
5. Komisja Produkcji, Handlu i Środowiska
6. Komisja Kontroli Finansów Publicznych i Walki z Korupcją (kluczowa dla nadzoru nad wydatkami państwa)

Komisje mają prawo:
- Wnioskować o poprawki do ustaw
- Wzywać ministrów i urzędników na przesłuchania
- Powoływać ekspertów zewnętrznych

### Frakcje parlamentarne
Deputowani z tej samej partii lub koalicji tworzą frakcję (grup parlamentar). Minimalna liczba członków to 3 deputowanych. Frakcje mają kluczowe znaczenie dla:
- Koordynacji działań legislacyjnych
- Dyscypliny głosowań (systemu whip)
- Wyznaczania członków do komisji

### Praca plenarna i legislacja
Sesje zwyczajne trwają od września do lipca. Zgromadzenie zbiera się co najmniej raz w tygodniu. Obrady są transmitowane na żywo przez telewizję parlamentarną i internet. 
- Procedura ustawodawcza:

1. Wprowadzenie projektu: Wniesienie projektu ustawy (rząd, poseł, obywatele)
2. Opinia komisji: Projekt trafia do właściwej komisji stałej, która przygotowuje sprawozdanie
3. Pierwsze czytanie: Debata ogólna na forum plenarnym. Można odesłać projekt do komisji
4. Drugie czytanie: Dyskusja szczegółowa nad poprawkami. Głosowanie nad artykułami
5. Trzecie czytanie: Głosowanie końcowe nad całością ustawy
6. Podpisanie przez Prezydenta: Ustawa trafia do Prezydenta, który może ją zawetować (weto zawieszające). Zgromadzenie może je odrzucić większością zwykłą

## Wyzwania współczesne

### Polaryzacja polityczna i bojkoty
Głęboki podział między PS a PD prowadzi do częstych kryzysów. Najdłuższy **bojkot parlamentarny** miał miejsce w latach 2019-2022, gdy PD i sojusznicy (łącznie 43 deputowanych) opuścili obrady, domagając się dymisji rządu i nowych wyborów. Osłabiło to funkcje kontrolne parlamentu.

### Reformy w procesie integracji z UE
Albania uzyskała status kandydata do UE w 2014 roku. Negocjacje akcesyjne rozpoczęto 19 lipca 2022 roku. Zgromadzenie odgrywa kluczową rolę w uchwalaniu tzw. **reform acquis** (dostosowujących prawo do standardów unijnych), szczególnie w obszarach:
- Reforma sądownictwa (w tym weryfikacja sędziów i prokuratorów)
- Walka z korupcją i przestępczością zorganizowaną
- Reforma administracji publicznej

Komisja Europejska w Raporcie za 2024 r. oceniła, że Albania poczyniła "umiarkowane postępy", ale wciąż wymagane są działania w zwalczaniu korupcji wysokiej szczebla i niezależności sądów.

### Kontrola finansów publicznych i służb specjalnych
Organizacje pozarządowe (np. IDM) wskazują, że komisje parlamentarne mają ograniczone możliwości kontroli wydatków resortów siłowych (MSW, MON) i służb specjalnych . Brakuje również efektywnego nadzoru nad realizacją dużych inwestycji publicznych (np. portu w Durrës).

### Przejrzystość i zaangażowanie obywatelskie
Mimo dostępności transmisji online i dokumentów, organizacje (OSFA) wskazują na:
- Ograniczony dostęp do projektów ustaw na wczesnym etapie
- Słaby mechanizm konsultacji społecznych
- Problem lobbingu niejawnych grup interesu[12]